# Belegering van Ceuta
De Belegering van Ceuta van 1419 (soms gerapporteerd als 1418) werd uitgevochten tussen de belegerende troepen van het Marinid-sultanaat van Marokko, geleid door Sultan Abu Said Uthman III, inclusief geallieerde troepen uit het emiraat Granada, en het Portugese garnizoen van Ceuta, geleid door Pedro de Menezes, graaf van Vila Real.

## Geschiedenis
Na de verovering van Ceuta in 1415 waarbij de stad bij een verrassingsaanval verloren ging voor de sultan, verzamelde deze vier jaar later een leger en belegerde de stad. De Portugezen kwamen met een vloot onder leiding van de prinsen Hendrik de Zeevaarder en Johannes van Reguengos om Ceuta te ontzetten. Volgens de kroniekschrijvers bleek de hulpvloot helemaal niet nodig. In een gewaagde gok leidde Pedro de Menezes het Portugese garnizoen tegen het Mariniden-belegeringskamp en dwong hij hen het beleg op te heffen voordat de hulpvloot arriveerde.
De Mariniden-sultan kreeg de schuld van het verlies van Ceuta en werd in 1420 vermoord tijdens een staatsgreep in Fez en liet alleen een kind als erfgenaam achter. Marokko verviel in een anarchistische chaos, terwijl rivaliserende pretendenten om de troon wedijverden en lokale gouverneurs voor zichzelf regionale leengoederen uitkochten en hun steun verkochten aan de hoogste bieder. De politieke crisis in Marokko nam de druk op Ceuta voor de komende jaren weg..